# Colômbia-Finlândia em futebol
Histórico dos resultados dos confrontos de futebol entre Colômbia e Finlândia:
| Data               | Cidade              | Jogo                 | Resultado | Competição | Referências |
| 19 de maio de 1988 | Helsinque Finlândia | Finlândia - Colômbia | 1-3       | Amistoso   | [ 1 ]       |

## Estatísticas
Até 8 de janeiro de 2019
| Casa | Fora | Total | Colômbia- Finlândia | Total | Fora | Casa |
| ---- | ---- | ----- | ------------------- | ----- | ---- | ---- |
| 0    | 1    | 1     | Jogos               | 0     | 0    | 0    |
| 0    | 1    | 1     | Vitórias            | 0     | 0    | 0    |
| 0    | 0    | 0     | Empates             | 0     | 0    | 0    |
| 0    | 0    | 0     | Derrotas            | 1     | 0    | 1    |
| 0    | 3    | 3     | Golos marcados      | 1     | 0    | 1    |
| 0    | 1    | 1     | Golos sofridos      | 3     | 0    | 3    |

## Detalhes
| 19 de maio de 1988 | Finlândia         | 1 – 3     | Colômbia                                                         | Estádio Olímpico de Helsinque, Helsinque |
|                    | Jarl Rantanen 38' | Relatório | 19' Jaime Arango · 47' (pen.) Rene Higuita · 63' Arnoldo Iguaran | Público: 5 548 Árbitro: SUI Bruno Galler |